# Stara Wieś (Wólka Złojecka)
Stara Wieś – część wsi Wólka Złojecka w Polsce, położona w województwie lubelskim, w powiecie zamojskim, w gminie Nielisz.
W latach 1975–1998 Stara Wieś należała administracyjnie do województwa zamojskiego.
Wierni Kościoła rzymskokatolickiego należą do parafii Chrystusa Króla w Złojcu.